# Герб Жмеринки
Герб Жме́ринки — один з офіційних символів міста Жмеринка Вінницької області. Затверджений рішенням 13 сесії 3 (23) скликання 8 серпня 2000 року Жмеринської міської ради був герб міста Жмеринки. Автори герба — А. Гречило і У. Гречило.

## Опис
| «У синьому полі червоний вилоподібний хрест зі срібним оздобленням, у центрі біжить срібний крилатий кінь із золотою гривою і хвостом, під ним обабіч — по золотій восьмипроменевій зірці. Щит обрамований декоративним картушем та увінчаний короною» |

## Зміст
- Крилатий кінь (пегас) уособлює Жмеринку, яка виникла завдяки побудові і розвитку залізниці, символізує розвиток молодого міста та рух вперед.
- Три спарені тонкі смужки вказують залізничну станцію, з якої розходяться три основні напрями (на Київ, Львів та Одесу).
- Дві зірки означають два села — Велику та Малу Жмеринку — між якими виникла колись станція, яка отримала від них назву і стала справжнім містом.
- Синій і червоний кольори відповідають основним барвам герба та прапора Вінницької області.